# Rethonvillers
Rethonvillers é uma comuna francesa na região administrativa de Altos da França, no departamento de Somme. Estende-se por uma área de 7,12 km². Em 2010 a comuna tinha 364 habitantes (densidade: 51,1 hab./km²).